# Żołędowo (województwo kujawsko-pomorskie)
Żołędowo (niem. Zolondowo) – wieś w Polsce, położona w województwie kujawsko-pomorskim, w powiecie bydgoskim, w gminie Osielsko.

## Podział administracyjny
W II Rzeczypospolitej Żołędowo do 1938 było położone w województwie poznańskim, w powiecie bydgoskim. 16 października 1930 nazwę gminy Jastrzębie zmieniono na Żołędowo. W latach 1975–1998 miejscowość należała do województwa bydgoskiego. Przysiółkiem wsi jest Nowy Mostek. Siedziba rejonu Zarządu Dróg Wojewódzkich w Bydgoszczy i nadleśnictwa Żołędowo. Lasy Nadleśnictwa Żołędowo (z dominującym udziałem sosny - ponad 90%) tworzą zielony półpierścień o powierzchni 12 tysięcy hektarów, okalający Bydgoszcz od północy. Bieżący zarząd zapewnia 10 leśnictw, a edukację przyrodniczą odnowiony 4-hektarowy Park Edukacji Przyrodniczo-Leśnej im. św. Huberta. Średnioroczne pozyskanie drewna na tym obszarze to 65 tys. m sześciennych.

## Urodzeni w Żołędowie
- Józef Prądzyński – polski ksiądz prałat, senator w II RP, organizator życia społeczno-gospodarczego i katolickiego w Wielkopolsce, współzałożyciel w 1939 konspiracyjnej organizacji „Ojczyzna”[7].

## Obiekty zabytkowe

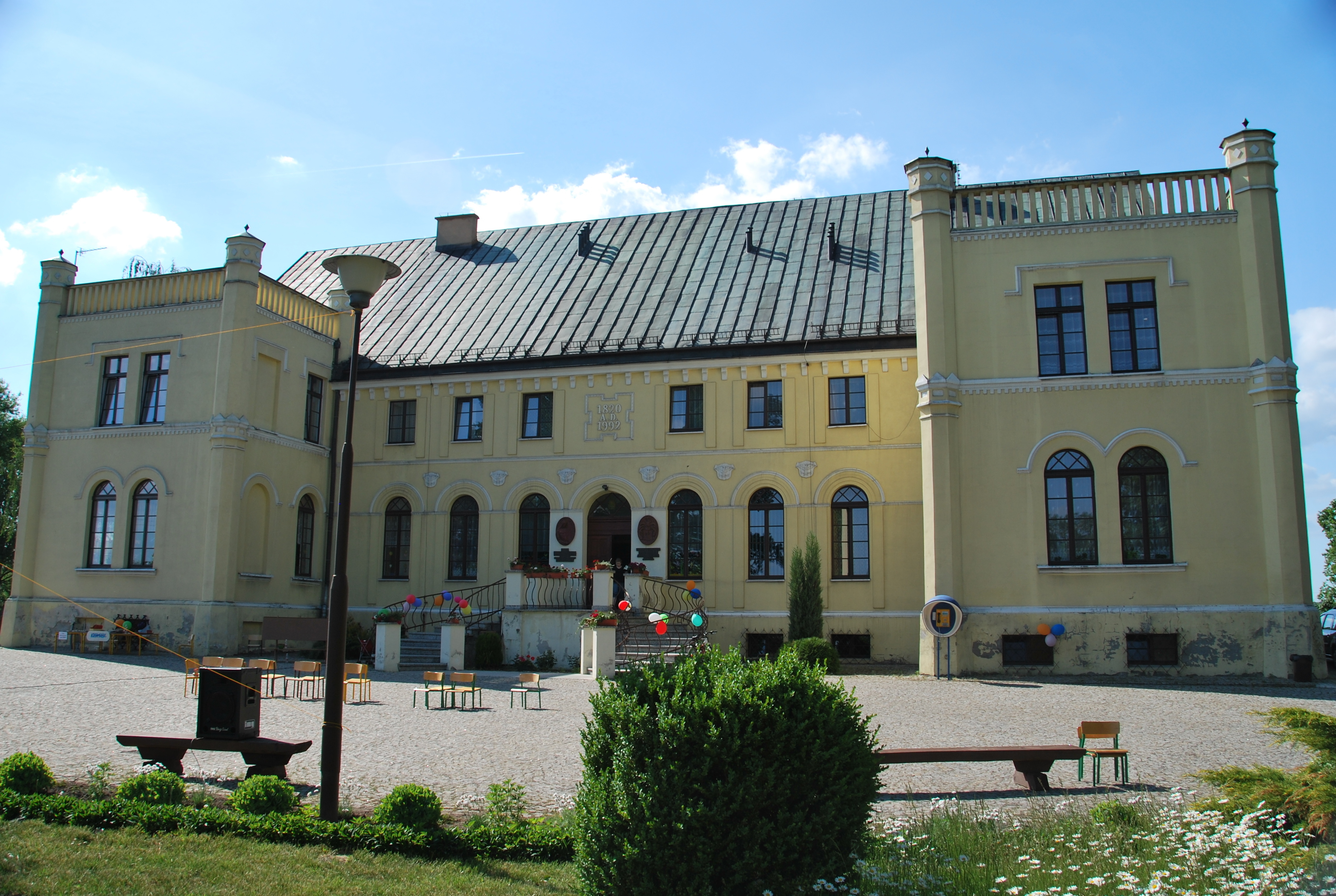
Pałac w Żołędowie (zbudowany w 1820 r.)

Według rejestru zabytków NID na listę zabytków wpisane są:
- drewniany kościół parafialny pw. Podwyższenia Krzyża Świętego, 1715, nr rej.: 322 z 8.06.1955
- kaplica grobowa rodziny Moszczeńskich, na cmentarzu obok kościoła, 1842-56, nr rej.: A/1608 z 24.07.2015
- zespół dworski, poł. XIX w., po 1945, nr rej.: A/1039/1-2 z 7.03.1989: dwór i park.

Drewniany kościół pw. Podwyższenia Krzyża Świętego pochodzi z 1715 r. Wnętrze w stylu barokowym, główny ołtarz z XVII wieku z obrazem Zdjęcie Chrystusa z krzyża. Świątynia posiada dwuspadowy dach kryty czerwoną dachówką oraz barokową wieżę. Dzwony odlane zostały w XVI wieku przez ludwisarza Gerharda Beningka.
Miejscowy pałac pochodzi z 1820 r. Do roku 1840 był własnością rodziny Karłowskich, z której wywodzi się bł. Maria Karłowska – założycielka Zgromadzenia Sióstr Pasterek od Opatrzności Bożej. Pałac należy do Zgromadzenia od 1983 roku i mieści obecnie dom dla samotnych matek oraz przedszkole. Pałac stanowił niegdyś ośrodek majątku zwanego Jastrzębie, co upamiętnia sześć jastrzębi wykutych w elewacji.
Na terenie wsi zlokalizowany był nieczynny cmentarz ewangelicki.
W l. 70. XX wieku na terenie wsi wzniesiono pomnik żołnierzy radzieckich z II wojny światowej.

## Właściciele wsi
Wieś lokowana w XIII wieku jako własność prywatna (rycerska). Wywodzi się z niej rodzina Żołędowskich herbu Rawicz. W 1565 roku przeszła w ręce Moszczeńskich herbu Nałęcz. Po wymarciu rodu Żołędowskich (jednej gałęzi), w końcu XIX wieku wieś została sprzedana hr. von Klaist za 1,5 miliona marek. Obszar tej majętności wynosił 16 tys. hektarów. Moszczeńscy zastrzegli sobie możliwość korzystania z boru. Majątek ten nazywany był Żołędowszczyzna od nazwy wsi Żołędowo. W roku 1647 Stanisław Moszczeński, miecznik inowrocławski, kupił od Zofii z Sierskich, żony Adama Rynarzewskiego, spadkobierczyni Jana Żołędowskiego, część wsi Żołędowo za sumę 3500 złp. Z tego Żołędowa pochodziła Elżbieta Żołędowska, córka Wojciecha Żołędowskiego. W 1597 roku Andrzej Moszczeński, mąż Elżbiety spisywał wzajemne dożywocie. Wojciech Żołędowski opłaca pobór ze wsi Żołędowo w 1583 roku. Żołędowski herbu Rawicz, Wielkopolska 1565 r.. Miejscowość ta pisana była różnie: Żołędowo, Żołądowo lub Żołądkowo, od której może się pisać rodzina Żołądkowski. Wojciech Żołędowski w związku małżeńskim z Barbarą Sokołowską herbu Pomian spłodził córkę Małgorzatę. Mężem jej był Jerzy Kurnatowski herbu Łodzia (IV pok. Kurnatowskich). Miał z nią dwóch synów, Dobrogosta i Stanisława Kurnatowskich Teodora Żychlińskiego. Kurnatowscy i jak można sądzić Żołędowscy, byli kalwinami. Z Żołędowa też zapewne pochodził Maciej (Mathias) Żołędowski, wymieniony jako mieszczanin, pod rokiem 1419. Anna Żołądkowska (w T.P.N.Poz. figuruje jako Żołędowska) w związku z Ludwikiem Miaskowskim herbu Bończa mieli jedną córkę i trzech synów, z których Andrzej Marcin był ostatnim komandorem zakonu maltańskiego w Poznaniu. Pochowany w kościele Św. Jana w Poznaniu.

## Demografia
Według danych Urzędu Gminy Osielsko (XII 2015 r.) miejscowość liczyła 1443 mieszkańców.

## Komunikacja
Przez wieś przebiega droga wojewódzka nr 244 i droga krajowa nr 5.
W miejscowości od 2020 r. działa filia Lotniczego Pogotowia Ratunkowego w Bydgoszczy.

## Turystyka
Przez Żołędowo przebiega pieszy czerwony szlak turystyczny Klubu Turystów Pieszych „Talk”: Bydgoszcz Fordon – Osielsko – Bydgoszcz Opławiec – Gościeradz (32 km)